# Arheološko nalazište s crkvom sv. Petra u Gornjem Muću
Arheološko nalazište s crkvom sv. Petra, zaštićeno kulturno dobro u Gornjem Muću, općina Muć

## Opis
Vrijeme nastanka: 9. stoljeće. Arheološki ostatci predromaničke crkve  (apsida objekta) nalaze se sjeverno od recentne crkve sv. Petra sagrađene na prijelazu iz 19. u 20.st. Predromanička crkva sv. Petra u Muću Gornjem nastala je adaptacijom jednobrodne kasnoantičke građevine. Na lokalitetu je pronađen ulomak arhitrava oltarne ograde sa spomenom imena kneza Branimira i navodom godine 888. Južno od recentne crkve sv. Petra otkriven je ostatak antičke građevine. Tijekom srednjeg vijeka na prostoru oko crkve sv. Petra razvilo se veliko župno groblje koje je funkciju zadržalo do danas. Uz arheološko nalazište s predromaničkom crkvom sv. Petra u Gornjem Muću su vezani sami počeci nacionalne srednjovjekovne arheološke znanosti.

## Zaštita
Pod oznakom Z-4697 zavedeno je kao nepokretno kulturno dobro - pojedinačno, pravna statusa zaštićena kulturnog dobra, klasificirano kao "arheološka baština".